# اسکارلت استیوز
اسکارلت استوئز (به انگلیسی: Scarlett Estevez) زادهٔ ۴ دسامبر ۲۰۰۷ در لس آنجلس، کالیفرنیا هنرپیشه اهل ایالات متحده آمریکا است. اسکارلت اولین محصول ملی خود را در سن ۳ سالگی ثبت کرد و در بیش از ۲۵ تبلیغات ملی از جمله چیریوز، اپل، و Little Tikes ظاهر شد و هم‌چنین چندین فتوشاپ برای شرکت‌هایی نظیر والت دیزنی و هدف اولین فیلم او در فیلم کوتاهی برای بنیاد یک فیلم بسازید به نام «دستبند سحر آمیز» در نقش اشلی بود. وی در فیلم‌های خونه بابا (۲۰۱۵) و خونه بابا ۲ (۲۰۱۷) در نقش مگان ماریون به ایفای نقش پرداخته‌است. پس از آن، وی در مجموعه تلویزیونی لوسیفر در سال ۲۰۱۶ در نقش تریکسی به ایفای نقش پرداخت. وی یک برادر و یک خواهر به نام‌های بِن، اَلوییز دارد. استیوز نامزد دریافت جایزه «جوایز جوانان سرگرم‌کننده» برای «بهترین بازیگر نقش مکمل زن جوان» شده‌است.

## فیلم‌شناسی
- و سپس شما بودید (۲۰۱۳)
- دستبند سحر آمیز (۲۰۱۳)
- خونه بابا (۲۰۱۵)
- The Massively Mixed-Up Middle School Mystery (2015)
- لوسیفر (۲۰۱۶)
- خونه بابا ۲ (۲۰۱۷)

## جوایز
- نامزد دریافت جایزه «جوایز جوانان سرگرم‌کننده» برای «بهترین بازیگر نقش مکمل زن جوان»